# Landelijk Register van Monumentale Bomen

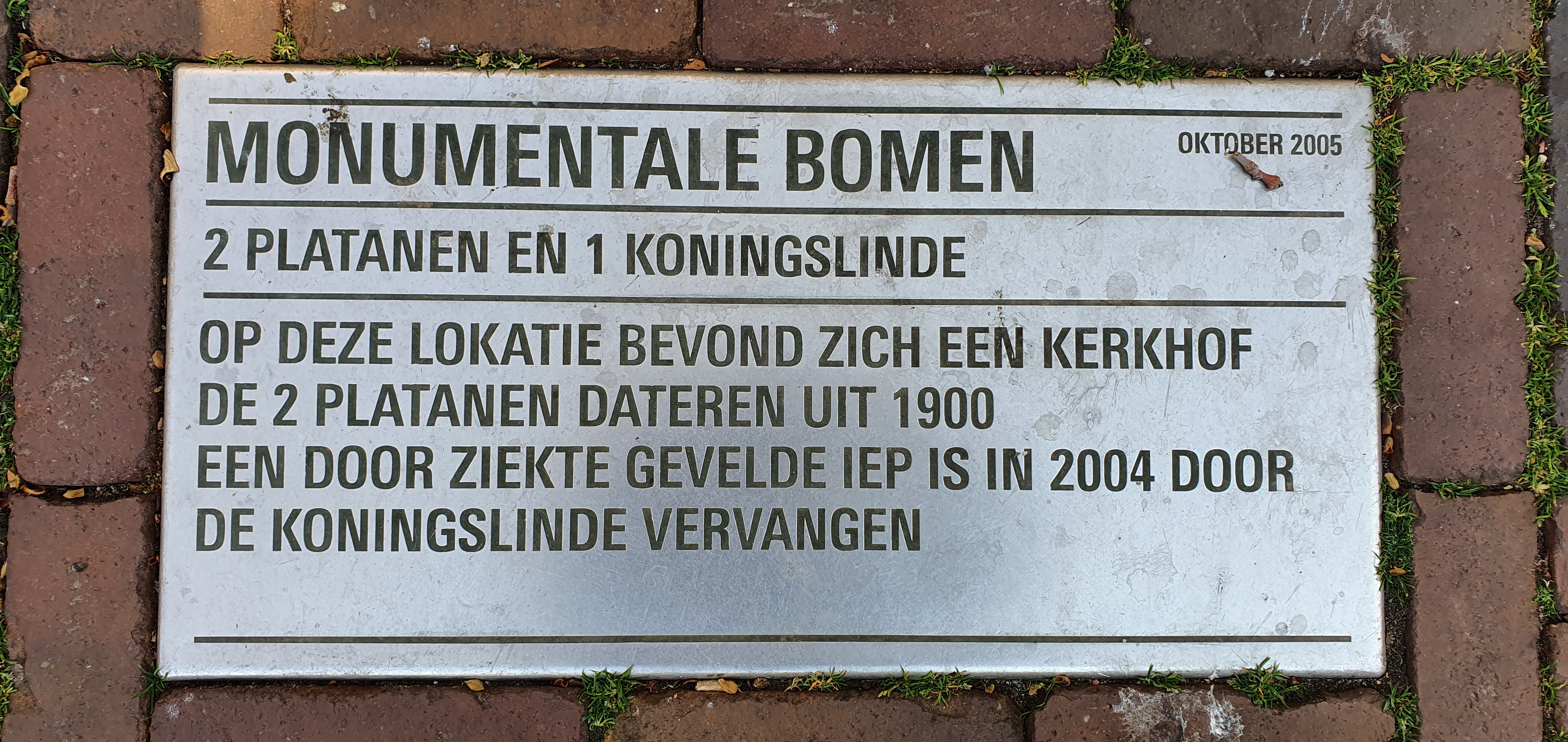
Informatiepaneel voor Monumentale Bomen in Den Haag

Het Landelijke Register van Monumentale Bomen is een Nederlandse lijst van bomen die van nationaal belang worden geacht. Het  register wordt samengesteld door de Bomenstichting. In 2015 bestond de lijst uit 15.000 bomen. Sinds dat jaar is de lijst ook via internet openbaar te raadplegen.

## Criteria
Er kunnen verschillende redenen zijn om een boom op te nemen in de lijst. In elk geval moet de boom bij opname minimaal 80 jaar oud zijn en nog een levensverwachting hebben van minimaal 10 jaar. Daarnaast moet de boom aan minimaal een van  de volgende criteria voldoen:
- De boom is beeldbepalend voor de omgeving.
- De boom is cultuurhistorisch van belang. De standplaats is een belangrijke plek in de (lokale) geschiedenis.
- De boom is dendrologisch belangrijk: Het betreft een zeldzame soort of variëteit.
- De boom is natuurwetenschappelijk of ecologisch waardevol: is het een moederboom, herbergt de boom bijzondere planten en/of dieren.
- De boom is in bepaalde opzichten zeldzaamheid: omvang, hoogte, ouderdom of anderszins opvallend in provinciaal of landelijk perspectief.

Behalve als ‘monumentaal’ aangemerkte bomen, staan er ook ‘potentieel monumentale’ bomen op de lijst.

## Publicatie
Op 5 juni 2015 werd de website van het landelijk register geopend. Op deze website kan men bomen zoeken aan de hand van hun locatie of hun registratienummer.
Per boom worden gegevens vermeld als de soort, vorm, leeftijd (het plantjaar, indien bekend), exacte locatie, de eigenaar van de grond,  en andere bijzonderheden. Van veel bomen worden ook foto's getoond. Daarnaast wordt vermeld (ook op de kaart) of de boom monumentale dan wel potentieel monumentale status heeft, evenals de gezondheidstoestand bij inspecties in de loop van de jaren; sommige bomen zijn intussen dood, geveld of onvindbaar.
De monumentale bomen uit het register zijn sinds 21 juni 2018 ook opgenomen in de Kaart Groen Erfgoed die uitgebracht door de Rijksdienst voor het Cultureel Erfgoed van het Ministerie van Onderwijs, Wetenschappen en cultuur.

## Voorbeelden
Voorbeelden van bomen in het register:
| Boomnummer | provincie     | plaats     | soortnaam Nederlands  | soortnaam wetenschappelijk | Bijzonderheid | foto |
| ---------- | ------------- | ---------- | --------------------- | -------------------------- | --- | ---- |
| 1686124    | Noord-Holland | Amsterdam  | Witte paardenkastanje | Aesculus hippocastanum     | De Anne Frankboom. In 2010 omgewaaid en doodgegaan.                                                               |      |
| 1677705    | Utrecht       | Amersfoort | Gewone plataan        | Platanus x hispanica       | De plataan aan de Schimmelpenninckstraat                                                                          |      |
| 1678347    | Gelderland    | Wolfheze   | Zomereik              | Quercus robur              | Wodanseiken Wolfheze                                                                                              |      |
| 1678473    | Gelderland    | Beek       | Tamme kastanje        | Castanea sativa            | Kabouterboom |      |
| 1678349    | Gelderland    | Wolfheze   | Grove den             | Pinus sylvestris           | De Duizendjarige Den, doodgegaan in 2006                                                                          |      |
| 1679463    | Noord-Brabant | Sambeek    | Hollandse linde       | Tilia x europaea 'Pallida' | De linde van Sambeek                                                                                              |      |
| 1680745    | Noord-Brabant | Den Hout   | Zomereik              | Quercus robur              | De Heilige Eik van Den Hout                                                                                       |      |
| 1680911    | Groningen     | Slochteren | Zwarte walnoot        | Juglans nigra              | In het park achter de Fraeylemaborg                                                                               |      |
| 1683003    | Utrecht       | Amerongen  | Hollandse linde       | Tilia x europaea 'Pallida' | Koningin Wilhelminaboom van Amerongen met eveneens monumentaal hekwerk                                            |      |
| 1683006    | Utrecht       | Achterberg | Hollandse linde       | Tilia x europaea           | De oude linde van Achterberg; waarschijnlijk minstens 350 jaar oud                                                |      |
| 1695227    | Friesland     | Bakkeveen  | Beuk                  | Fagus sylvatica            | Veteranenbeuken langs de Baekendyk op het landgoed De Slotplaats. De leeftijd wordt op minimaal 250 jaar geschat. |      |